# Serra de Nantlle
La Serra de Nantlle (Crib Nantlle en gal·lès, Nantlle Ridge en anglès) és el nom que es dona a un rengle de turons situat en el comtat gal·lès de Gwynedd.

## Situació geogràfica
La serra, amb una longitud d'uns nou quilòmetres, comença al poble de Rhyd-Ddu i segueix en direcció sud-oest fins a Talysarn i Nebo, a la vall del Nantlle. Els set turons que la componen, amb una alçada màxima de 734 metres, permeten de fer excursions més senzilles i tranquil·les que les del veí Yr Wyddfa (Snowdon en anglès), molt més popular entre els turistes. Hom pot encetar la carena per qualsevol dels dos caps, però l'extrem nord acostuma a ser el preferit. Els recorreguts no presenten grans dificultats tècniques, encara que en alguns punts calgui grimpar.

## Cims

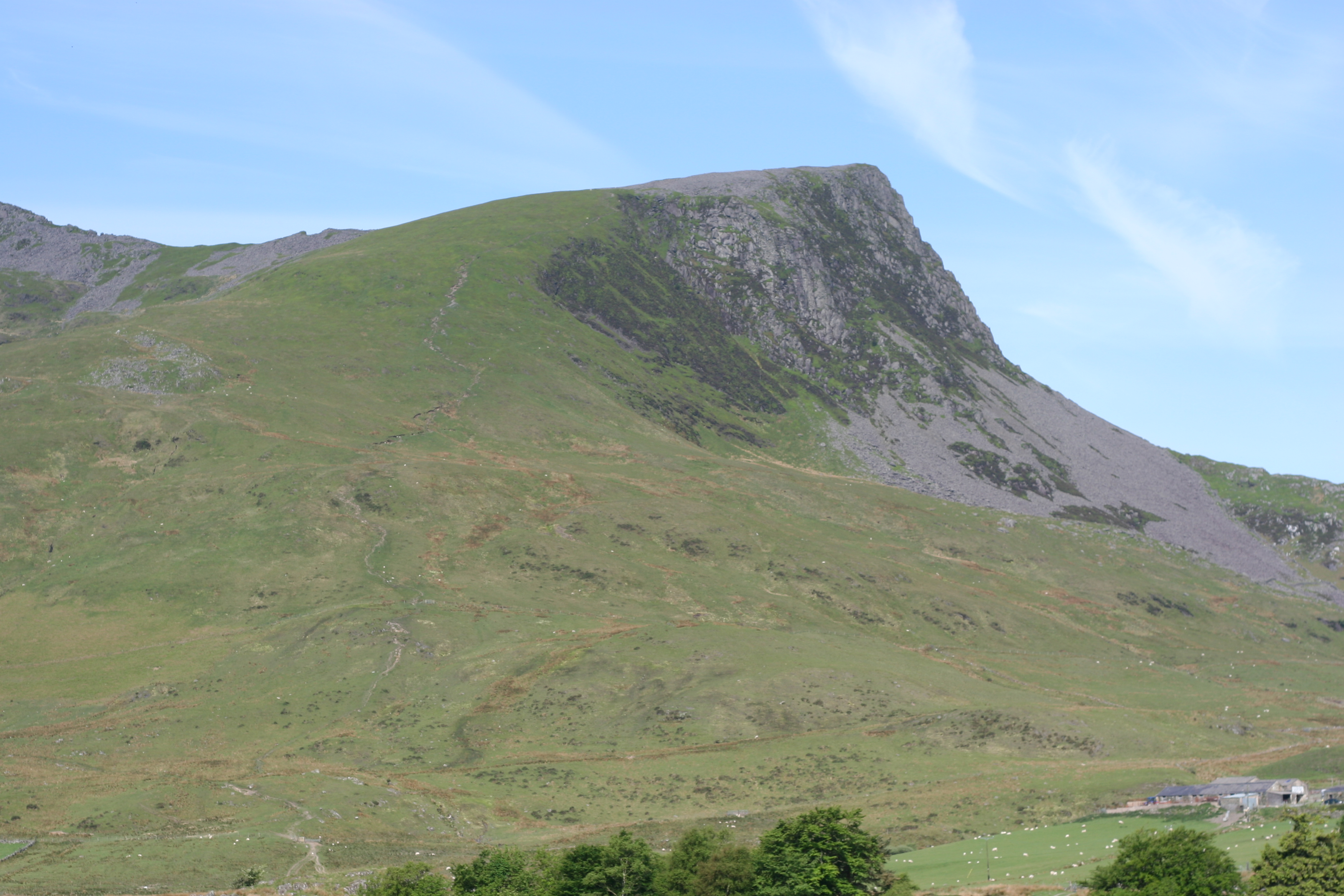
Y Garn vist des de Rhyd-Ddu

Començant per la banda de Rhyd-Ddu, la serralada es compon dels següents cims:
- Y Garn (633 m; 53° 3′ 4.15″ N, 4° 9′ 40.64″ O / 53.0511528°N,4.1612889°O)
- Mynydd Drws-y-Coed (695 m; 53° 2′ 37.99″ N, 4° 9′ 55.45″ O / 53.0438861°N,4.1654028°O)
- Trum y Ddysgl (709 m; 53° 2′ 31.12″ N, 4° 10′ 16.58″ O / 53.0419778°N,4.1712722°O)
- Mynydd Tal-y-Mignedd (653 m; 53° 2′ 23.77″ N, 4° 11′ 4.55″ O / 53.0399361°N,4.1845972°O)
- Craig Cwm Silyn (734 m; 53° 1′ 40.34″ N, 4° 12′ 17.53″ O / 53.0278722°N,4.2048694°O)
- Garnedd-goch (701 m; 53° 1′ 19.94″ N, 4° 13′ 10.17″ O / 53.0222056°N,4.2194917°O)
- Mynydd Graig Goch (609 m; 53° 0′ 46.19″ N, 4° 14′ 23.59″ O / 53.0128306°N,4.2398861°O)

El Craig Cwm Silyn és el punt culminat; hom en pot fer l'aproximació des de Llanllyfni, per la carretereta que mena al Llynnau Cwm Silyn, un petit llac en la falda del turó.